# Off the Wall
Off the Wall peti je studijski album američkog glazbenika Michaela Jacksona, kojeg 1979. godine objavljuje diskografska kuća Epic.
Produkciju na albumu radili su zajedno Jackson i Quincy Jones. Kasnije su postali prijatelji i dogovorili rad za Jacksonov sljedeći studijski album. Snimanje materijala trajalo je između prosinca 1978. i lipnja 1979. godine u studijima Allen Zentz Recording, Westlake Recording Studios i Cherokee Studios u Los Angelesu, Kalifornija. Jackson je na albumu surađivao s brojnim drugim autorima i izvođačima kao što su Paul McCartney, Stevie Wonder i Rod Temperton. Nekoliko skladbi Jackson je posvetio samom sebi, uključujući i predvodeći singl "Don't Stop 'til You Get Enough".
Jackson je promijenio izdavačku kuću, te se primijetila promjena u njegovom dotadašnjem radu za Motown. Neki su glazbeni kritičari uočili da su dijelom isključeni stilovi poput funka, disco-popa, soula, soft rocka, jazza pop balada. Dobiva odlične kritike za vokalnu izvedbu na snimkama. Materijal na albumu je također pokupio odlične kritike te je pjevač od početka 1970-ih osvojio svoju prvu Grammy nagradu. S albumom Off the Wall, Jackson je postao prvi izvođač kojemu su četiri singla s istog albuma dospjela na Billboard Hot 100 ljestvicu. Album je doživio veliki komercijalni uspjeh, te je do sada 7× multi-platinasti u Sjedinjenim Državama i prodan je u više od 20 milijuna primjeraka širom svijeta.
16. listopada 2001. godine od strane Sony Recordsa, objavljeno je posebno izdanje albuma Off the Wall. Allmusic.com i američki glazbeni časopis Blender nastavljaju s dobrim kritikama albuma i u 21. stoljeću. 2003. godine album je bio rangiran na broj 68 popisa 500 najvećih albuma svih vremena, časopisa Rolling Stone. Američko udruženje National Association of Recording Merchandisers album stavlja na 80 mjesto popisa 200 najboljih albuma svih vremena. 2008. godine album je ušao u Grammyevu kuću slavnih (Grammy Hall of Fame).

## Produkcija
Kada je počeo sa snimanjem materijal za album Off the Wall, Jackson nije bio siguran što želi kao konačni rezultat. Nije htio još jedan projekt koji će zvučati kao The Jacksons 5. On je želio više kreativne slobode, što mu nije bilo dozvoljeno na prethodnim albumima. Jones i Jackson radili su produkciju zajedno što je kao autore glazbe uključivalo još i Roda Tempertona, Steviea Wondera i Paula McCartneyja. Čitav materijal snimljen je po studijima u Los Angelesu. Ritam sekcije i vokali snimljeni su studiju Allen Zentz Recording, rog je snimljen u studiju Westlake Audio, dok su sekcije žičanih instrumenta snimljene u studiju Cherokee u zapadnom Hollywood.
Nakon početnih snimki, audio miksanje je napravio dobitnik Grammya, tehničar Bruce Swedien u studiju Westlake Audio, nakon čega je originalne trake odnio u studio A&M Recording gdje je izvršio mastering. Jackson je nastavio suradnju sa Swedienom i na sljedećem albumu, njegovo najpoznatije djelo iz 1982., Thriller.
Skladbu "She's out of My Life" Jones je napisao tri godine ranije, a Jaksonu se odmah svidjela, te je dobio dozvolu da je koristi na snimanju. Jones je nazvau Roda Tempertona da napiše još tri skladbe. Namjera im je bila da odaberu samo jednu, međutim na kraju su im se svidjele sve tri pa su ih uključili u album. Jackson je vokale za Tempertonove skladbe otpjevao u dva dijela. Temperton je nakon što je neko vrijeme proučavao Jacksonovo glazbeni stil, drugačije pristupio pisanju skladbi za njega. Temperton je miksao segmente tradicionalne melodije, dodavajući kraće isjećke koji su odgovarali Jacksonovom agresivnom stilu. Jackson je napisao skladbu "Don't Stop 'til You Get Enough", nakon što je pjevušio melodiju u svojoj kuhinji. Nakon preslušavanja stotine pjesama Jackson i Jones su suzili izbor za snimanje.
Velika pažnja se posvetila omotu albuma na kojemu je Jackson nasmijan, nosio smoking i kao zaštitni znak čarape. Njegov menadžer je izjavio, "Smoking je bio sveukupni plan za Off the Wall koji je išao u paketu. Smoking je bila naša ideja, čarape Michaelova".

## Glazba i vokali
Glazbeni kritičari Stephen Thomas Erlewine i Stephen Holden primijetili su promjene u Jacksonovoj glazbi i da ne dostaju stilovi funka, disco-popa, soula, soft rocka, jazza i pop-balada. Među istaknutim skladbama je balada "She's out of My Life", te dvije disco melodije "Workin' Day and Night" i "Get on the Floor". "I Can't Help It" je jazz skladba. "She's out of My Life" i "It's the Falling in Love" su melodične pop balade. U skladbi "It's the Falling in Love", Jackson pokazuje svoje emocije kada pri kraju zaplače.
S dolaskom albuma Off the Wall na kraju 1970-ih, Jackson je kao pjevač postao vrlo popularan. Allmusicov dopisnik Stephen Thomas Erlewine opisuje ga kao vrlo darovitog pjevača. U to doba časopis Rolling Stone poistovjećuje njegov glas sa Steviem Wonderom. Također pišu da je Jacksonov tenor izvanredno lijep. John Randall Taraborrelli izrazio je mišljenje da Jackson u skladbi "Don't Stop 'til You Get Enough" pjeva vrlo seksi falseto.

## Prodaja
| Država      | Certifikat          | Prodaja    |
| ----------- | ------------------- | ---------- |
| Australija  | 4× Platinasti       | 280.000    |
| Brazil      | Zlatni              | 60.000     |
| Kanada      | Platinasti          | 100.000    |
| Francuska   | 2× Platinasti       | 400.000    |
| Novi Zeland | 6× Platinasti       | 90.000     |
| UK          | Platinasti          | 300.000    |
| SAD         | 7× Multi-platinasti | 7.000.000  |
| Svijet      | —                   | 20.000.000 |

## Popis pjesama
| Br. | Skladba                          | Autor                            | Trajanje |
| --- | -------------------------------- | -------------------------------- | -------- |
| 1.  | »Don't Stop 'til You Get Enough« | Michael Jackson                  | 6:05     |
| 2.  | »Rock with You«                  | Rod Temperton                    | 3:40     |
| 3.  | »Workin' Day and Night«          | Jackson                          | 5:14     |
| 4.  | »Get on the Floor«               | Jackson, Louis Johnson           | 4:39     |
| 5.  | »Off the Wall«                   | Temperton                        | 4:06     |
| 6.  | »Girlfriend«                     | Paul McCartney                   | 3:05     |
| 7.  | »She's out of My Life«           | Tom Bahler                       | 3:38     |
| 8.  | »I Can't Help It«                | Susaye Greene, Stevie Wonder     | 4:28     |
| 9.  | »It's the Falling in Love«       | David Foster, Carole Bayer Sager | 3:48     |
| 10. | »Burn This Disco Out«            | Temperton                        | 3:40     |

## Izvođači
- Michael Boddicker – klavijature, sintisajzer, programiranje
- Larry Carlton – gitara
- George Duke – klavijature, sintisajzer, programiranje
- David Foster – klavijature, sintisajzer, programiranje
- Gary Grant – truba, flügelhorn
- Marlo Henderson – gitara
- Jerry Hey – truba, flügelhorn
- Kim Hutchcroft – saksofon, flauta, truba, flügelhorn
- Michael Jackson – prvi vokal, prateći vokali, producent
- Louis Johnson – bas-gitara
- Quincy Jones – producent
- Greg Phillinganes – klavijature, sintisajzer, programiranje
- Steve Porcaro – klavijature, sintisajzer, programiranje
- William Reichenbach – trombon
- John Robinson – bubnjevi
- Bruce Swedien – tehničar snimanja
- Phil Upchurch – gitara
- Bobby Watson – bas-gitara
- Wah Wah Watson – gitara
- David Williams – gitara
- Larry Williams – saksofon, flauta

## Vanjske poveznice
- Discogs - Recenzija albuma
- Povijest albuma  Arhivirana inačica izvorne stranice od 23. lipnja 2009. (Wayback Machine)